# Scorer
Scorer oder Scorekeeper ist die englische Bezeichnung für den Anschreiber oder Spielschreiber in (meist aus dem amerikanischen Raum stammenden) Sportarten, bei denen der Spielstand und/oder andere Spielgeschehen gemäß der jeweiligen Spielregeln kontinuierlich aufgezeichnet werden, zum Beispiel im Basketball, Baseball oder Softball.
Der Scorer zeichnet das Spielgeschehen schriftlich auf; aus den Aufzeichnungen können später Spielerstatistiken, oft über mehrere Jahre hinweg, erstellt werden.
Die oft verwendete Bezeichnung Scorer wird im englischen Sprachraum üblicherweise auch für den Spieler benutzt, der einen Punkt erzielt hat. Jedoch ist in den offiziellen Baseballregeln der Major League Baseball (MLB) und der International Baseball Federation (IBAF) sowie in den Softballregeln der International Softball Federation (ISF) ausdrücklich vom "Official Scorer" die Rede. Auch im Cricket ist Scorer sowohl der offizielle und auch umgangssprachlich verwendete Begriff für den Punkteaufschreiber.
Im deutschen Sprachraum ist ein Scorer im Fußball auch jemand, der entweder Tore erzielt oder Torvorlagen gegeben hat. Die Liste der besten Scorer wird auch Scorer-Liste genannt. Für ein erzieltes Tor sowie auch für eine Torvorlage bekommen die Scorer auf der Scorer-Liste jeweils einen Scorerpunkt. Ursprünglich stammt diese Scorer-Statistik aus dem Eishockey-Sport.